# DIU Libertas Internationella universitet
DIU Libertas Internationella universitet (kroatiska: DIU Libertas Međunarodno sveučilište), akronym DIU Libertas, är ett internationellt universitet i Dubrovnik i Kroatien. Det inrättades 2008 under beskydd av Förenta nationernas allians mellan civilisationer (UNAOC) och i samarbete mellan kroatiska och amerikanska institutioner. Det är beläget i Dominikanklostret i Gamla stan och är Kroatiens yngsta och första (2014) privatägda universitet. Undervisningen sker huvudsakligen på engelska och studenterna kommer från både Kroatien och andra länder. Tillsammans med det statligt ägda universitetet i Dubrovnik är det ett av två lärosäten för högre studier i staden.

## Historik
Universitetet grundades 2008 av den tidigare kroatiske utrikesministern Miomir Žužul, advokaten Neven Cirkveni och makroekonomen Ante Babić. Universitet hette vid inrättandet Dubrovniks internationella universitet (Dubrovačko međunarodno sveučilište) men bytte senare namn till DIU Libertas Internationella universitet.          

## Organisation
DIU Libertas internationella universitet är organiserat i tre fakulteter:
- Fakulteten för internationella relationer och diplomati
- Fakulteten för internationella affärer och ekonomi
- Hälsofakulteten

Vid universitetet erbjuds även kurser i skådespeleri. 

### Fotnoter
1. ↑  Diu.hr Arkiverad 29 november 2014 hämtat från the Wayback Machine. - Universitetets officiella webbplats (engelska)
2. 1 2  Diu.hr Arkiverad 9 december 2014 hämtat från the Wayback Machine. - Universitetets officiella webbplats (engelska)
3. ↑  Diu.hr Arkiverad 29 november 2014 hämtat från the Wayback Machine. - Universitetets officiella webbplats (engelska)
4. ↑  Jutarnji List Arkiverad 29 november 2014 hämtat från the Wayback Machine. (kroatiska)